# Grande Avenue de la Villa-de-la-Réunion
Ne doit pas être confondu avec Place de la Réunion (Paris), Rue de la Réunion ou Place de l'Île-de-la-Réunion.
La grande avenue de la Villa-de-la-Réunion est une voie du 16e arrondissement de Paris, en France.

## Situation et accès

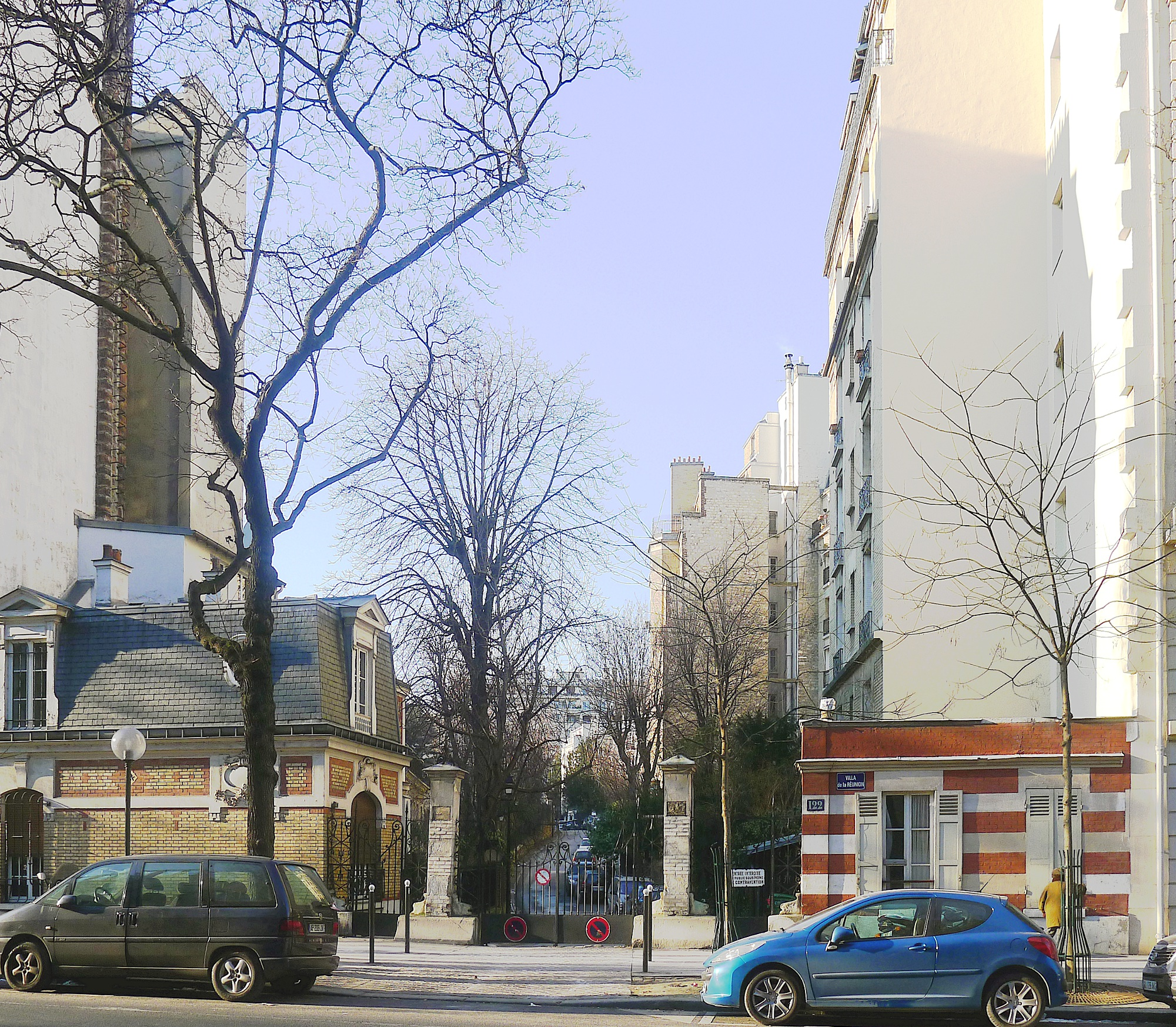
Grande avenue de la Villa-de-la-Réunion vue depuis l'avenue de Versailles.

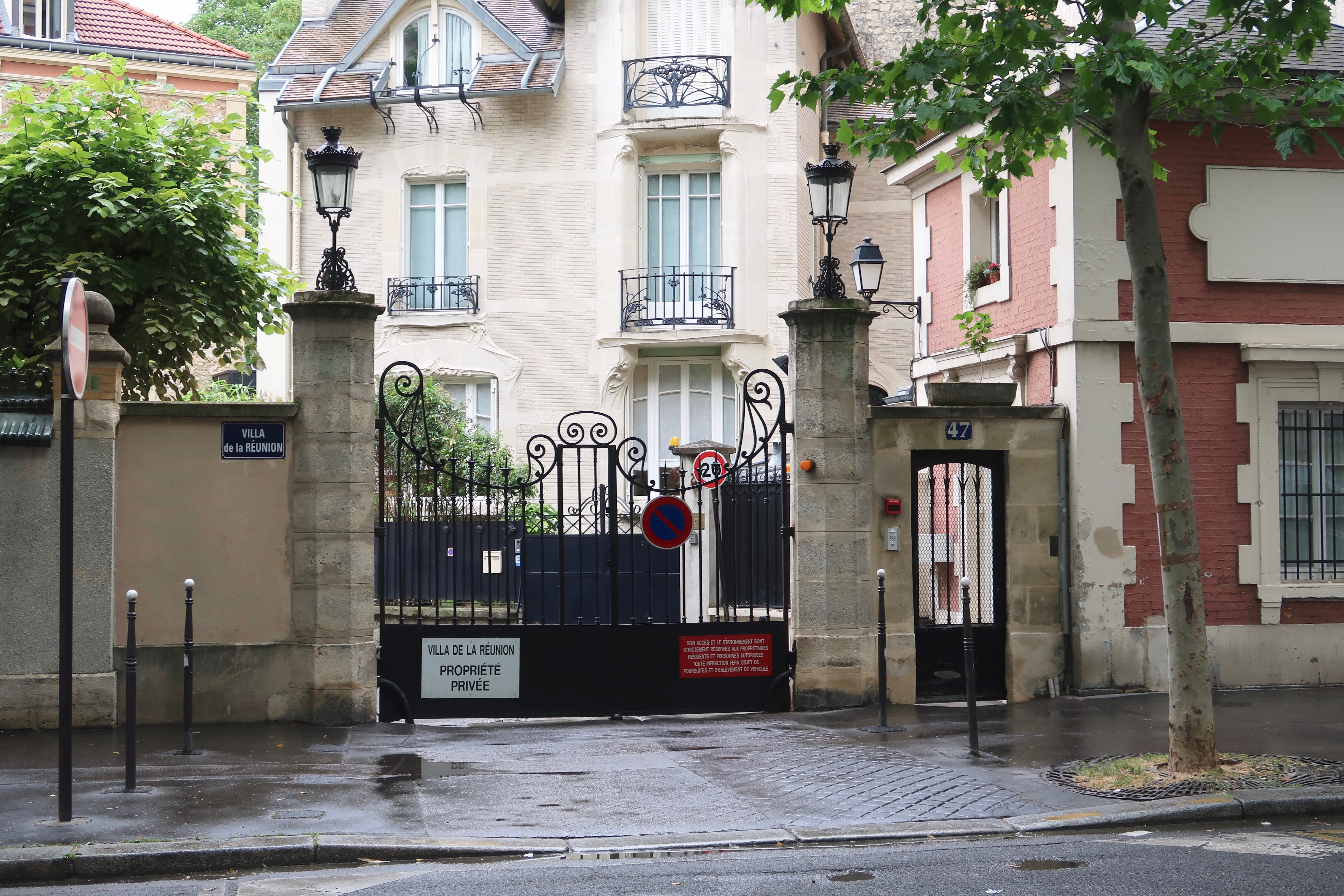
Autre entrée, rue Chardon-Lagache.

La grande avenue de la Villa-de-la-Réunion est une voie privée située dans le 16e arrondissement de Paris. Elle débute au 122, avenue de Versailles et se termine au 47, rue Chardon-Lagache.
Le quartier est desservi par la ligne de métro 9 à la station Exelmans et par la ligne 10 à la station Chardon-Lagache.

## Origine du nom
Elle porte ce nom car c'était la principale voie de la villa de la Réunion. Dans le voisinage existait aussi une rue de la Réunion,.

## Historique
En 1804 est créée la villa de la Réunion. Hormis cette voie, le reste de la villa disparaît en 1899.

## Bâtiments remarquables et lieux de mémoire
La villa possède plusieurs maisons remarquables, œuvres de l'architecte Hector Guimard, dont l'hôtel Deron-Levent au no 8.
Entre 1860 et 1865, durant les travaux de construction de son nouveau siège no 17 rue Chardon-Lagache, l'institution Sainte-Périne, qui venait d'être expropriée de ses précédents locaux près de l'avenue des Champs-Élysées, installe provisoirement ses pensionnaires villa de la Réunion.
Une maison de la villa, qui donnait de l'autre côté sur le no 29 rue Chardon-Lagache, est démolie en 1899. Leroy, modiste de l'impératrice Joséphine, y habita. L'artiste Paul Gavarni s'y installe en 1865 et y meurt l'année suivante.
Plusieurs personnalités ont vécu dans la villa et plusieurs institutions religieuses y étaient installées (telles que mentionnées par l'historien de Paris Jacques Hillairet dans la septième édition de son Dictionnaire historique des rues de Paris (1963) :
- No 2 : sœurs de la Providence de la Pommeraye[1]. De nos jours foyer Marguerite-Mignard, résidence universitaire pour étudiantes
- No 3 : maison où meurt en 1890 l'érudit Charles-Félix Parent de Rosan. Selon son vœu, le site devient ensuite un hôpital écrit Jacques Hillairet[1]. L'Assistance publique - Hôpitaux de Paris (AP-HP) note pour sa part qu'il s'agit d'un orphelinat, ouvert en 1895, qui accueille douze fillettes pauvres, avec l'ambition de les préparer à un emploi. En 1960, l'institution, alors rattachée à l'ensemble hospitalier Sainte-Perrine - Chardon-Lagache - Rossini, compte 60 places. En 1962, elle passe de l'Assistance publique à l'aide sociale à l'enfance et en 1968 ses droits et obligations sont transférés à la préfecture de Paris[5]. Il s'agit actuellement d'un foyer.
- No 5 : couvent des Carmes[1].
- No 15 : sœurs de l'Adoration perpétuelle[1].
- No 16 : religieuses Servantes de Marie[1].
- No 18 : l'explorateur Gabriel Bonvalot y meurt en 1933[1].